# پدرو بی، آلاسکا
پدرو بی (به انگلیسی: Pedro Bay) شهری در بخش لیک اند پنینسولا، آلاسکا ایالت آلاسکا است که جمعیت آن در سرشماری سال ۲۰۰۰ میلادی ۵۰ نفر بوده‌است.